# Victory Road (videojuego)
Victory Road, conocido como Dogō Sōken (怒号層圏, "Bellowing Atmosphere") en Japón e Ikari Warriors II: Victory Road en Norteamérica, es un videojuego run and gun lanzado por SNK para los arcades en 1986. Es la secuela de Ikari Warriors.

## Jugabilidad
El juego de arcade original contaba con una palanca rotativa de 8 direcciones que podía girar en su lugar para rotar al personaje en pantalla, permitiendo al jugador mirar hacia una de las ocho direcciones y moverse en otra.
Cuenta con muestras de voces de los personajes principales y los jefes del juego.
La versión de NES incluye una función adicional del «zeny» como dinero, que se utiliza para comprar mejor armamento y armadura. La versión de NES emula los controles de la versión de arcade fijando la dirección a la que mira el personaje mientras se mantenga pulsado el botón de «fuego». Las armas ya no tienen munición limitada. El personaje jugador comienza con un lanzallamas, pero, cuando el jugador pierda una vida, cambiará a una ametralladora.
Los potenciadores del arma se encuentran esparcidos por los niveles, a menudo escondidos bajo las rocas que pueden ser destruidas por la bazuca o las granadas.
No hay vehículos en este juego, pero en su lugar hay armadura, permitiéndole al jugador recibir un número limitado de golpes sin un límite de tiempo.
El juego reutiliza el diseño de su predecesor, pero añadió niveles extra donde los jugadores podrán enfrentarse a un jefe al pasar por una puerta verde.

## Trama
El objetivo es derrotar a los alienígenas enemigos utilizando granadas y otras armas. La historia retoma directamente en el final de Ikari Warriors. Tras ser felicitados por el general Kawasaki por rescatarlo, Paul y Vince regresan a casa a su país natal en un avión preparado por el general. Aparece una tormenta misteriosa y son lanzados a miles de años en el futuro. Se encuentran con una criatura alienígena que dice que el villano Zang Zip se ha apoderado de la tierra.

## Recepción
En Japón, Game Machine calificó a Victory Road en su número del 1 de diciembre de 1986 como el tercer juego de arcade más exitoso del mes.
La revista española Microhobby reseñó la versión de ZX Spectrum del juego con los siguientes puntajes: Originalidad: 20%; Gráficos: 70%; Movimiento: 70%; Sonido: 70%; Dificultad: 90%; Adicción: 80%.

## Secuela
Este juego fue sucedido por la secuela Ikari III: The Rescue, lanzada en 1989.